# کلودیو دی پاسکالیس
کلودیو دی پاسکالیس (انگلیسی: Claudio De Pascalis؛ زادهٔ ۷ ژوئیهٔ ۱۹۸۲) بازیکن فوتبال اهل ایتالیا است.
از باشگاه‌هایی که در آن بازی کرده‌است می‌توان به باشگاه فوتبال کوزنتسا کالچو و باشگاه فوتبال باری اشاره کرد.